# アピックス
株式会社アピックス（英：APIX CO.,LTD.）は、大阪市中央区に本社を置き、東京都にも支店を持つ、デジタル印刷、総合文書情報管理サービスを主体としたBPO（ビジネス・プロセス・アウトソーシング）事業を展開する企業である。
また、河村社長（4代目代表取締役社長）が理事として参画していることもあり、同社は「公益社団法人日本文書情報マネジメント協会（JIIMA）」の関西支部として機能している。

## 会社概要
1920年（大正9年）2月創業。2020年2月8日に創業100周年を迎えた。代表取締役社長は河村武敏。
株式会社アピックスはドキュメント領域におけるBPOサービスのエクセレントカンパニーになることを目標に掲げる企業である。BPOとはビジネス・プロセス・アウトソーシングの略語であり、企業活動における業務プロセスの一部を一括して専門業者に外部委託することを指す。企業はBPOを活用することで、経営資源をコア業務へ集中させることでき、より優れた業務品質を実現し、顧客への提供価値を高めることができる。アピックスが展開するBPOサービスはその7割が製薬会社へ向けたものであり、主に治験時に必要な書類の作成、納品を手掛けている。また、BPOの運営形態としてオンサイト型とオフサイト型を展開しており、オンサイトでは顧客のオフィスに社員が出向きサービスを提供し、オフサイトでは自社内で場所を用意してサービスを実施する。BPOに類似する業務形態である派遣会社との違いは指揮命令の所在であり、人材派遣の場合は派遣先に指揮命令の権限があるが、BPOすなわち業務委託の場合は受託者が自己の裁量と責任においてその業務を遂行する。
特に製薬メーカーについては35年以上の実績があり、多くの顧客を抱えている。主なサービスとしては、製薬会社で集約・検証した新薬開発プロセスにおける治験文書の登録や治験資材の作成から施設への発送まで一貫したBPOサービスを提供している。

## 主な事業内容
- カスタマーリレーション事業（CR） 製薬・医薬品業界向けのBPOでは、35年以上の実績を有しており、クライアント先に常駐するオンサイト業務と、事業拠点でのオフサイト業務を組み込んだ体制を構築してサービスを提供している。
- プロダクションマネジメント事業（PM） 申請書類やマニュアルなどの業務プロセス上必須となるドキュメントをカスタマーサポート、在庫管理、仕分け発送、アフターフォローまで一連のプロセスでサービスを提供している。

従来は、「プラットフォーム事業」「インハウスBPO事業」「プリンティング事業」「文書情報マネジメント事業」の4展開であったが、2020年から上記2事業に集約された。

## 企業理念
「私たちはすべての企業活動を通じて、人々が働きやすく持続的に発展する社会の実現に貢献します。」と掲げ、更には新経営ビジョンとして「私たちはプロフェッショナルなBPOサービスのエクセレントカンパニーを目指します。」と掲げている。

## 沿革
- 1920年（大正9年） 河村徳松、河村青写真調整所を創立（大阪市福島区今開町）
- 1927年（昭和2年） 丸星（後のコピア）より連続青写真焼付機購入設置
- 1930年（昭和3年） 大阪工業写真株式会社を設立、資本金20万円、大阪市東区横堀5丁目に進出
- 1946年（昭和21年） 大阪新興商会として、青写真業再開（大阪市福島区今開町）
- 1950年（昭和25年） 株式会社大阪新興商会に組織変更、資本金75万円、本社を福島区江成町に移す
- 1955年（昭和30年） マイクロカメラを東京マイクロ写真株式会社より購入、マイクロ写真撮影・引伸業務開始
- 1958年（昭和33年） 感光紙量産大型塗付機の登場により、感光紙の製造を中止する
- 1960年（昭和35年） 社名を株式会社日本複写センターに改称資本金600万円に増資。複写・印刷・マイクロ加工の総合情報加工業へ
- 1965年（昭和39年） 西淀川区大和田に本社を新築・移転。名神高速道路（西宮 - 小牧）開通に伴い、全道路図面の縮小版等作成
- 1972年（昭和45年） 本社を現在の大阪市中央区博労町1－2－2に移転する。資本金1000万円に増資
- 1988年（昭和63年） 資本金1250万に増資、本社を増築し、建坪300坪となる
- 1989年（平成元年） 社名を現在の株式会社アピックスに改称
- 1996年（平成8年） デジタル化を先取り、オフセット印刷からオンディマンド印刷へ生産体制をシフト。資本金2000万に増資
- 1999年（平成11年） 経営のコアを、オンデマンド印刷・総合文書情報マネジメント・BPOに特化
- 2003年（平成15年） 環境認証としての、ISO14001認証取得
- 2006年（平成18年） 個人情報保護の観点から、JISQ15001プライバシーマーク取得
- 2007年（平成19年） 東京市場での営業・制作の体制強化のため、東京オフィスを現在の中央区新富町1－16－8に拡張移転
- 2008年（平成20年） one to one技術の応用事例として、パーソナライズドワイン・吟醸酒のオンラインギフト「sense121」を開始
- 2011年（平成23年） 東京オフィスを、東京支店に昇格
- 2012年（平成24年） ITを活用した業務の抜本的効率化と新価値創造のため、「事業企画室」を部門として発足。Web to Print・プラットフォーム発足。Web to Print構築に注力
- 2013年（平成25年） オンラインギフト「sense121」のサービスが、XEROX CORPORATION 主催の世界的コンテストの「Xerox Best-of-the-Best Awards Contest」において、「デジタルパッケージ部門賞」と「プリンターズチョイス賞」の2つの賞を獲得
- 2014年（平成26年） 100年企業の実現に向け、企業理念の刷新と事業ビジョンを再構築。ISMS（ISO 27001）情報セキュリティマネジメントシステムの認証取得
- 2018年（平成30年） 業務拡充に伴い、東京支店を中央区東日本橋3-4-14へ移転
- 2020年（令和2年） 2月8日に創業100年を迎える
- 2022年（令和4年） 業態変革に伴い、企業理念、経営ビジョン、行動規範を刷新

## 社名の由来
A：ABCのA、アイウエオのア 名簿の一番先に来る、あとability、adequate など
　P：写真を扱うのでphotograph、印刷を扱うのでprinting、production、produceなど
　I：情報を扱うのでinformation、統合という意味でintegration
　X：X（未知なるイメージ）
1990年以前は、「日本複写センター」という名称であったが、高度成長期に総合複写業としてモノの提供を中心に発展してきたが、複写サービスに留まらず印刷・デザイン・データ入力など多彩なサービス発展をしていたことも作用し、大阪本社の社屋増築のタイミングを機に「アピックス」へ社名変更を行った。

## 経営方針会議
社員との情報共有のため、正社員を中心として年2回の経営方針会議（通称キックオフ会議）を開催している。その際に、社員の経営ツールとして、ASB（APIX STRATEGY BOOK）を年1回配布している。この会議によって、経営方針、部門方針の発表・共有ならびに年間アワードの発表、また企業理念、経営ビジョン2026、新行動規範の共有などを行い、社会環境の変化に対応するため、全社行事として毎年行っている。

## コラボ商品
平成21年、6月に京都府船井郡京丹波町にある丹波ワイン株式会社と、高槻市にある壽酒造株式会社と業務提携を行い、「お名前入りワイン」「お名前入り吟醸酒」のお中元ギフトを発売した。この商品は、アピックスのバリアブル印刷（可変印刷）機能を活用した。1つ1つ異なるラベルを貼っており、パーソナライズ化された商品である。この商品は、お中元のお返しの他にも、結婚内祝い、新築内祝い、就職内祝い、成人内祝い、お歳暮、出産内祝い、お誕生日お菓子、ホールインワン祝いなどのケースが想定されており、時々に合わせたラベルを提供している。

## 取得資格
「情報セキュリティ（ISMS）」および「品質（QMS）」の2つのISOの統合認証を取得している。ISMS（ISO27001）に関しては、情報資産の保護やセキュリティ統制の確保を目的としたマネジメントシステムの国際規格であり、2014年10月14日にBSIジャパンによって認証登録が行われ、この認証によって情報漏洩や不正アクセスといった情報リスク・脅威の対処・管理を行い、情報セキュリティを継続的に向上させることで、情報セキュリティに関する顧客からの要求に応えようとしている。また、QMS（ISO9001）に関しては、製造物やサービスの品質の管理・監督を目的とした品質マネジメントシステムの国際規格であり、2021年9月20日にBSIジャパンによって統合認証を取得した。この認証によって高品質の製品・サービスを提供できる仕組みの構築と運用の管理が適切であることを証明し、事業品質の継続と向上を目指している。

## インターンシップ
同社は若い人材採用へのアプローチとしてインターンシップ活動に力を入れている。同社のインターンシッププログラムは、日本人学生のみならず、留学生や海外人材など多様なバックグラウンドを持つインターン生が参加する。同プログラムの意図としては、留学生などに「日本で働くこと」を実体験として提供し、実施する社員にとっては新たな気づきを得られる成長の機会となることが狙いである。
また、地域活性化の取り組みのひとつとして、大学と地元企業の相互理解を深め、次世代の人材育成に資することを目的とし、CSR活動の一環として推進している「志プロジェクト」にも意欲的であり、代表取締役河村武敏も実際に大阪経済大学へ何度も来校し、同プロジェクトに参加する学生に出前授業を行うなどしている。

## アピックスと志プロジェクト
志プロジェクトとは、富士ゼロックス（現在は富士フイルムビジネスイノベーション）が、全国の印刷ユーザーとともに全国各地域の大学とその地域の中小企業に向けて、地域の金融機関と一緒に地域活性化の一環として発足したものである。概要としては、地域活性化を目的にインターンシップとして会社案内の制作を通じて、大学生とエンドユーザー企業をつなぐ活動であり、2016年頃から始動している。
アピックスは大阪地区において、大阪経済大学と商工中金船場支店ならびにそのユーザーとしての中小企業各社とともに当時から参画している。
大学は大阪経済大学経営学部、地域金融機関は商工中金船場支店、インターンシップ訪問先は金融機関の取引先企業4社、そして地域事務局としてアピックスが担っている。
2022年度現在、6年目となる本取り組みだが、本年度のテーマは「企業のWikipediaを作ろう」であり、学生が参加企業を取材して、企業Wikipediaの項目を作成・改訂した。Wikipediaという公共性の高い情報を作成することで、学生に「知の担い手」になってもらい、参加企業にとってWikipediaという最も人目に付きやすい形での情報発信につながるという意味で、学生・参加企業双方にメリットのある活動ではないかという事で、大阪経済大学稲岡大志准教授とともに起案された。

## 環境への取り組み
大きく2つの環境配慮の取り組みが行われている。第一に、5S活動プロジェクトである。これは、単なる美化活動としてではなく全ての活動の原点・お客様へのサービスの原点と捉え、「整理・整頓・清潔・しつけ」の5つのSを軸に、環境整備活動を行うものである。第二に、「機密を守ってリサイクル」推進～RDVシステムである。RDV（Recycle Domain Value）という国際規格のISO27001の広域認証を取得した機密情報抹消システムを導入している。お客さまからお預かりした機密文書・機密データを裁断・溶解・抹消破棄して再生資源としてリサイクルしている。

## 所属団体
- 大阪商工会議所
- 公益社団法人日本文書情報マネジメント協会
- 日本イメージ情報業連合会
- 関西イメージ情報業連合会
- 日本ドキュメントサービス協同組合連合会
- 近畿ドキュメントサービス協同組合
- 一般社団法人日本グラフィックサービス工業会
- 大阪府グラフィックサービス協同組合

## 雑誌
- 2009/06/17 印刷雑誌7月号「少部数・個別対応で事業展開」記事掲載
- 2009/08/03 プリバリ印8月号「ソリューションレポート」掲載
- 2014/10/03 印刷白書2014掲載
- 2015/09/10 デジタル印刷レポート2015